# HERO (中山美穂の曲)
「HERO」（ヒーロー）は、中山美穂の30枚目のシングル。1994年12月14日にキングレコードからリリースされた（CDS: KIDS-211）。

## 背景
表題曲はアメリカの歌手、マライア・キャリーの大ヒット曲「ヒーロー」のカバー。マライアのオリジナルはアルバム『ミュージック・ボックス』（1993年）に収録されている。マライア側より「日本語訳詞をした上でカバーを」というオファーがあり、中山自身が日本語訳詞を手がけた。
この曲は本人主演のフジテレビ系ドラマ『For You』主題歌として使用された。年末発売だが翌年1月スタートのドラマ主題歌になっており、発売当時のジャケットには″新春スタートドラマ主題歌″というステッカーが貼られていた。
ドラマ『For You』の放送時期に阪神・淡路大震災が起き、同年公開の主演映画『Love Letter』の撮影地でも大きな被害が出た事もあり、本人の意向で売上が募金として寄付された。
ライブビデオでは唯一『Miho Nakayama Concert Tour '95 "f"』（VHS及びLD）に収録されているが、同ライブビデオが収納されているDVD-BOX『Miho Nakayama Complete DVD BOX』が発売された際は、版権の問題でこの曲のみカットされた。
カップリングのアカペラバージョンは歌詞が一部異なる。

## 収録曲
| #  | タイトル                                           | 作詞                            | 作曲                     | 編曲            |
| -- | -------------------------------------------------- | ------------------------------- | ------------------------ | --------------- |
| 1. | 「HERO」                                           | M. Carey 中山美穂（日本語訳詞） | M. Carey / W. Afanasieff | Robbie Buchanan |
| 2. | 「HERO」(アカペラバージョン)                       | M. Carey 中山美穂（日本語訳詞） | M. Carey / W. Afanasieff | CINDY・鳴海寛   |
| 3. | 「HERO」(オリジナルカラオケ)                       | -                               | M. Carey / W. Afanasieff | Robbie Buchanan |
| 4. | 「HERO」(アカペラバージョン）（オリジナルカラオケ) | -                               | M. Carey / W. Afanasieff | CINDY・鳴海寛   |

## 収録アルバム
- HERO
  - COLLECTION III
  - TREASURY
  - Complete SINGLES BOX
  - 中山美穂 パーフェクト・ベスト
  - 30th Anniversary THE PERFECT SINGLES BOX
  - All Time Best
- HERO（アカペラバージョン）
  - Complete SINGLES BOX
  - 30th Anniversary THE PERFECT SINGLES BOX